# Harry Sandberg (konstnär)
Sven Harry Elis Sandberg, född 20 april 1920 i Själevad i Örnsköldsvik, död 16 februari 1985 i Karlstad, var en svensk målare och skulptör.
Han var son till sulfitarbetaren Elis Anton Sandberg och Edit Englund, gift med Kajsa Sandberg åren 1949–1958
Sandberg studerade vid Konstfackskolan 1944–1946 därefter praktik hos Maggie Wibom 1946–1948 och på Gustavsbergs porslinsfabrik under Wilhelm Kåge 1948–1950. Han startade 1950 tillsammans med sin fru en keramikverkstad i Karlstad, som han delade med henne fram till mitten av 1970-talet trots separationen 1958. Som Värmlands musei vänners stipendierat genomförde han en studieresa till Belgien i slutet av 1950-talet. Han har deltagit i samlingsutställningen Unga tecknare på Nationalmuseum 1947–1954, Sveriges allmänna konstförening 1954–1957, Stockholms salongen 1958, Mölndals Stadshus 1955, Värmlands konstförening 1951–1970. Separat har han ställt ut på bland annat Värmlands museum, Galleri Brinken, Stockholm, Galleri Gripen, Karlskoga konsthall och Örnsköldsvik.
Efter att han skiljdes 1958 reser han till Tyskland, Schweiz, Nederländerna och Belgien för att studera konst och slutar totalt med keramiken och ägnar sig istället åt att bara måla tavlor. Han har tilldelats Värmlands musei vänner resestipendium 1958.
Hans keramikproduktion bestod främst av skulpturala objekt som fåglar, fiskar, vaser medan tavlorna har en kolorit och ett formspråk som passade in i 1950- och 1960-talet.
Bland hans offentliga utsmyckningar märks polykroma keramikreliefer till Uppståndelsekapellet i Själevad 1954, HSB Karlstad 1958, Älvkullegymnasiet och Centralsjukhuset i Karlstad, en målad trärelief för sjukvårdscentralen i Munkfors.
Sandberg år representerad vid Gustav VI Adolfs samlingar, Värmlands museum, Karlstads kommun och i Värmlands läns landstings med tre större verk. Han är begravd på Östra kyrkogården i Karlstad.